# Sammo Hung
Sammo Hung (traditionell kinesiska: 洪金寶, förenklad kinesiska: 洪金宝; pinyin: Hóng Jīnbǎo), född 7 januari 1952 i Hongkong, är en kinesisk skådespelare, filmregissör och kampsportare.
Under 1960-talet medverkade Hung i en mängd barnfilmer. 1970 började han arbeta för Raymond Chow och Golden Harvest, till en början som koreograf. 1973 medverkade han i Bruce Lees I drakens tecken. 
Under 80- och 90-talen spelade Hung i en mängd filmer tillsammans med Jackie Chan och Yuen Biao, till exempel Winners and sinners (1982), Projekt A - Piratpatrullen (1983) och Wheels on Meals (1985).
Under 1990-talet medverkade han i den amerikanska tv-serien Martial Law tillsammans med Arsenio Hall.

## Filmografi (i urval)
- 1971 – The Invincible Eight
- 1972 – Lady Kung Fu
- 1973 – I drakens tecken
- 1973 – Kickmaster
- 1973 – Bloody Ring, även känd under titeln Mandarin Magician
- 1976 – Hand of Death
- 1978 – Enter the fat dragon
- 1979 – Magnificent Butcher
- 1983 – Projekt A - Piratpatrullen
- 1983 – Winners and sinners, även känd under titeln 5 Lucky Stars (även regi)
- 1984 – Wheels on Meals, även känd under titeln Million Dollar Heiress (även regi)
- 1985 – Winners and sinners 2, även känd under titeln My Lucky Star (även regi)
- 1997 – Mr. Nice Guy, även känd under titeln SuperChef (även regi)
- 1998 – Martial Law (TV-serie)
- 2005 – SPL (film)(Saat Po-long/Sha Po-lang)
- 2010 – Ip Man 2